# Saffré

Localització de Saffré

Saffré  (en bretó Saverieg) és un municipi francès, situat a la regió de país del Loira, al departament de Loira Atlàntic, que històricament va formar part de la Bretanya. L'any 2006 tenia 3.248 habitants. Limita amb Puceul, Abbaretz, Joué-sur-Erdre, Nort-sur-Erdre, Héric i La Chevallerais.

## Demografia
| 1962                                       | 1968  | 1975  | 1982  | 1990  | 1999  |
| ------------------------------------------ | ----- | ----- | ----- | ----- | ----- |
| 2.304                                      | 2.320 | 2.206 | 2.492 | 2.608 | 2.679 |
| Des de 1962: població sense dobles comptes |       |       |       |       |       |

## Administració
| Període   | Identitat       | Partit |
| --------- | --------------- | ------ |
| 1960-1977 | Pierre Ségalen  |        |
| 1977-1989 | Roger Mary      |        |
| 1989-2008 | Jean Dupas      |        |
| 2008-     | Jocelyne Poulin |        |

## Galeria d'imatges

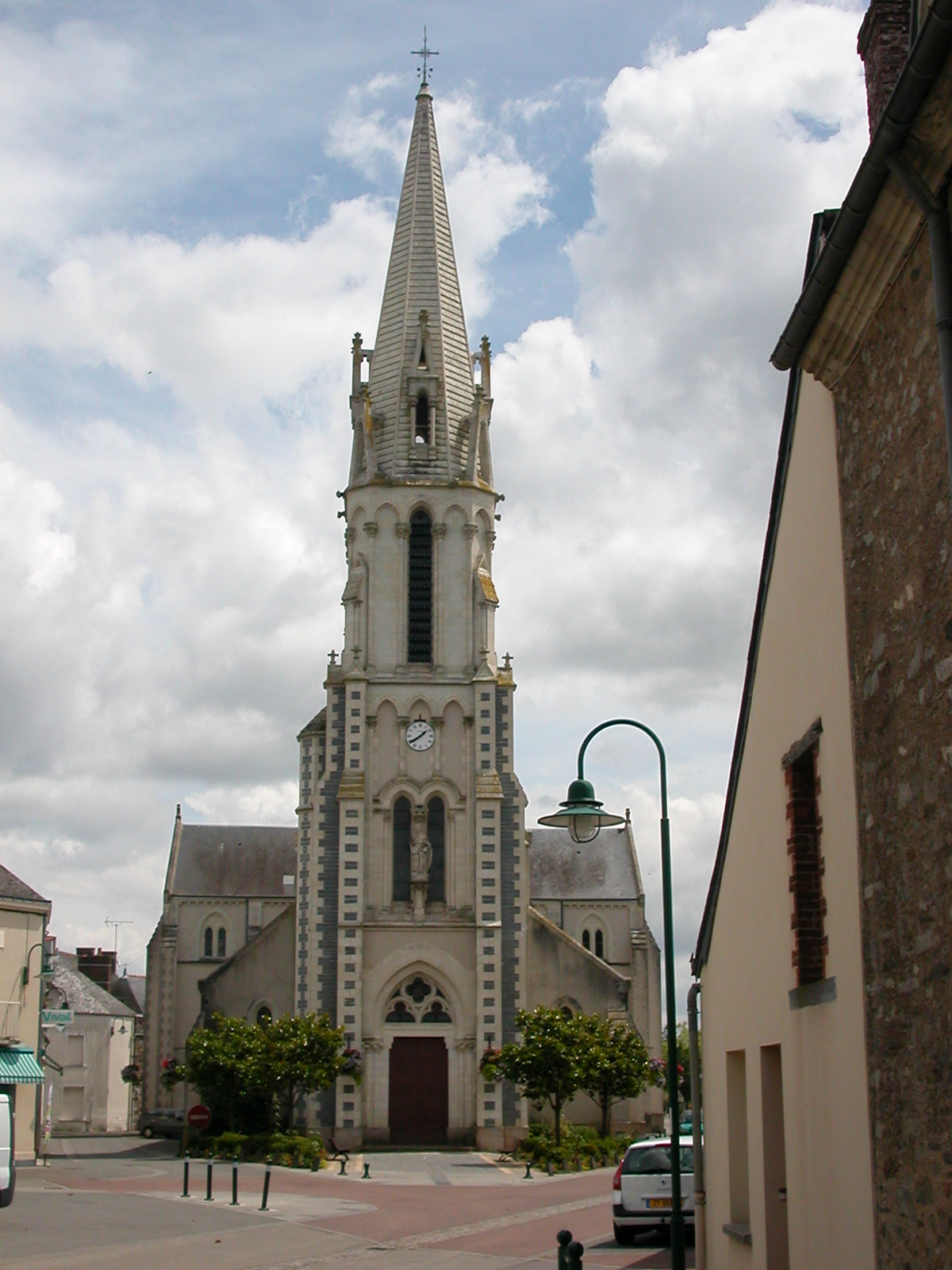
Església parroquial
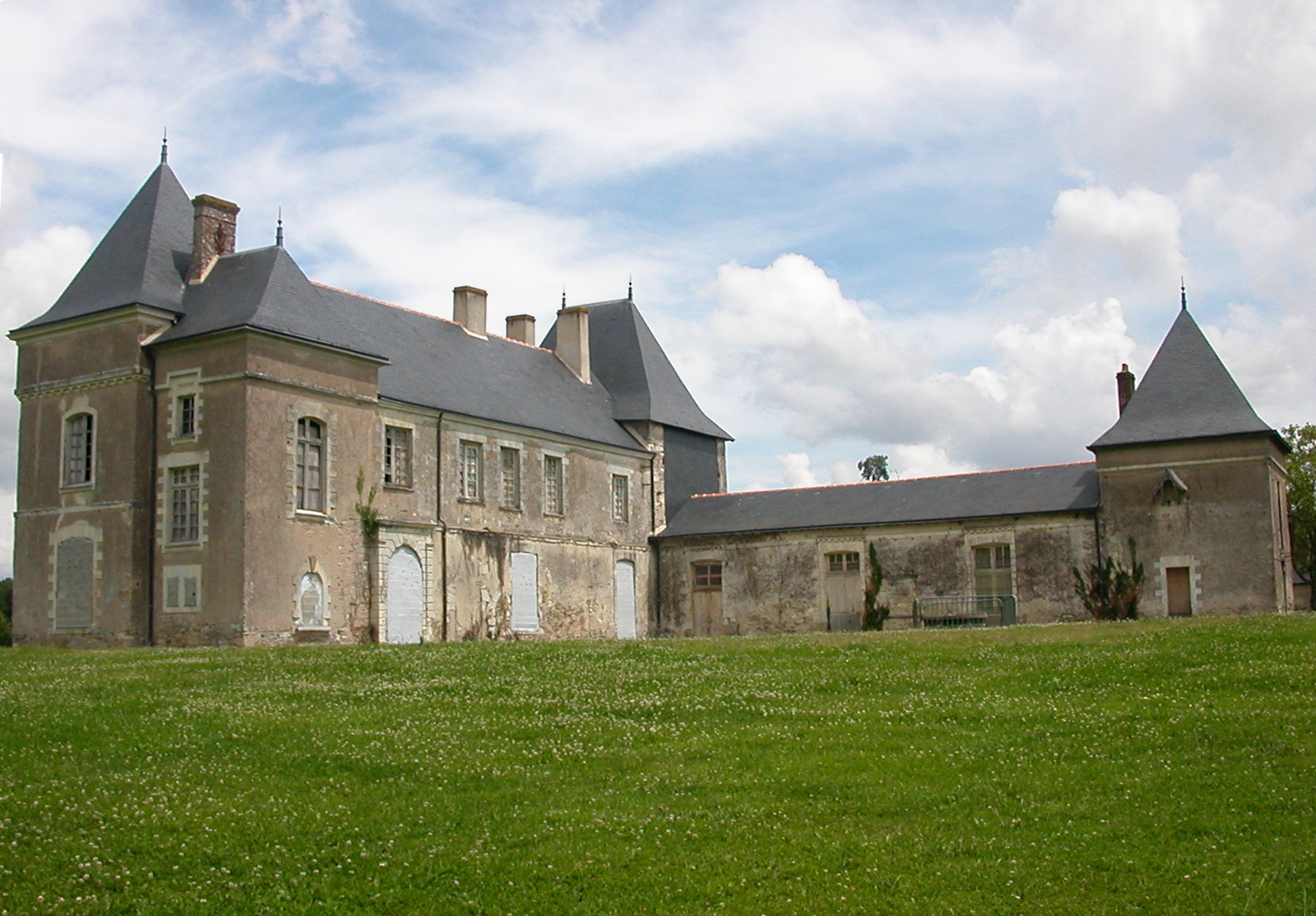
Castell de Saffré
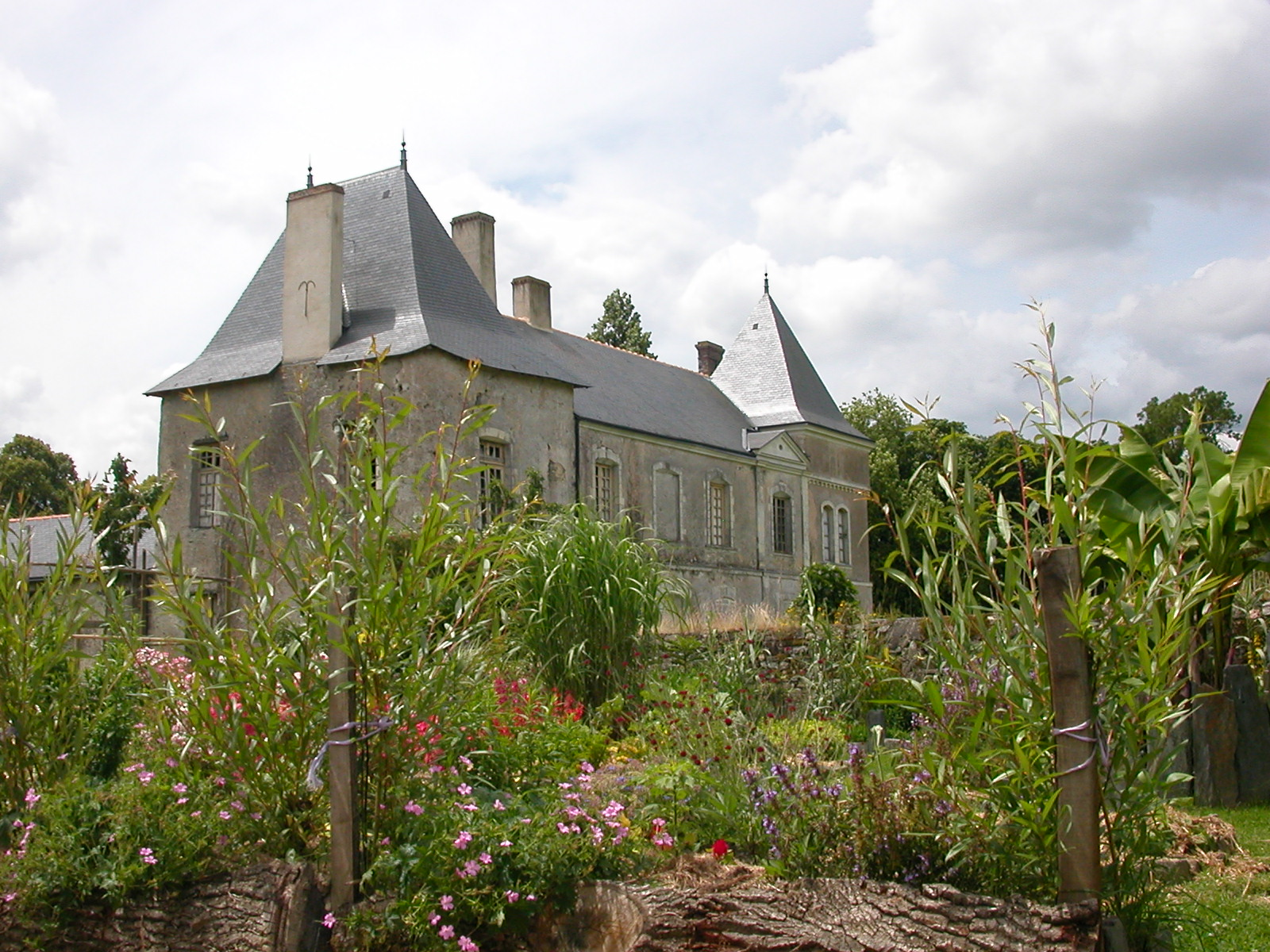
Voltants del castell
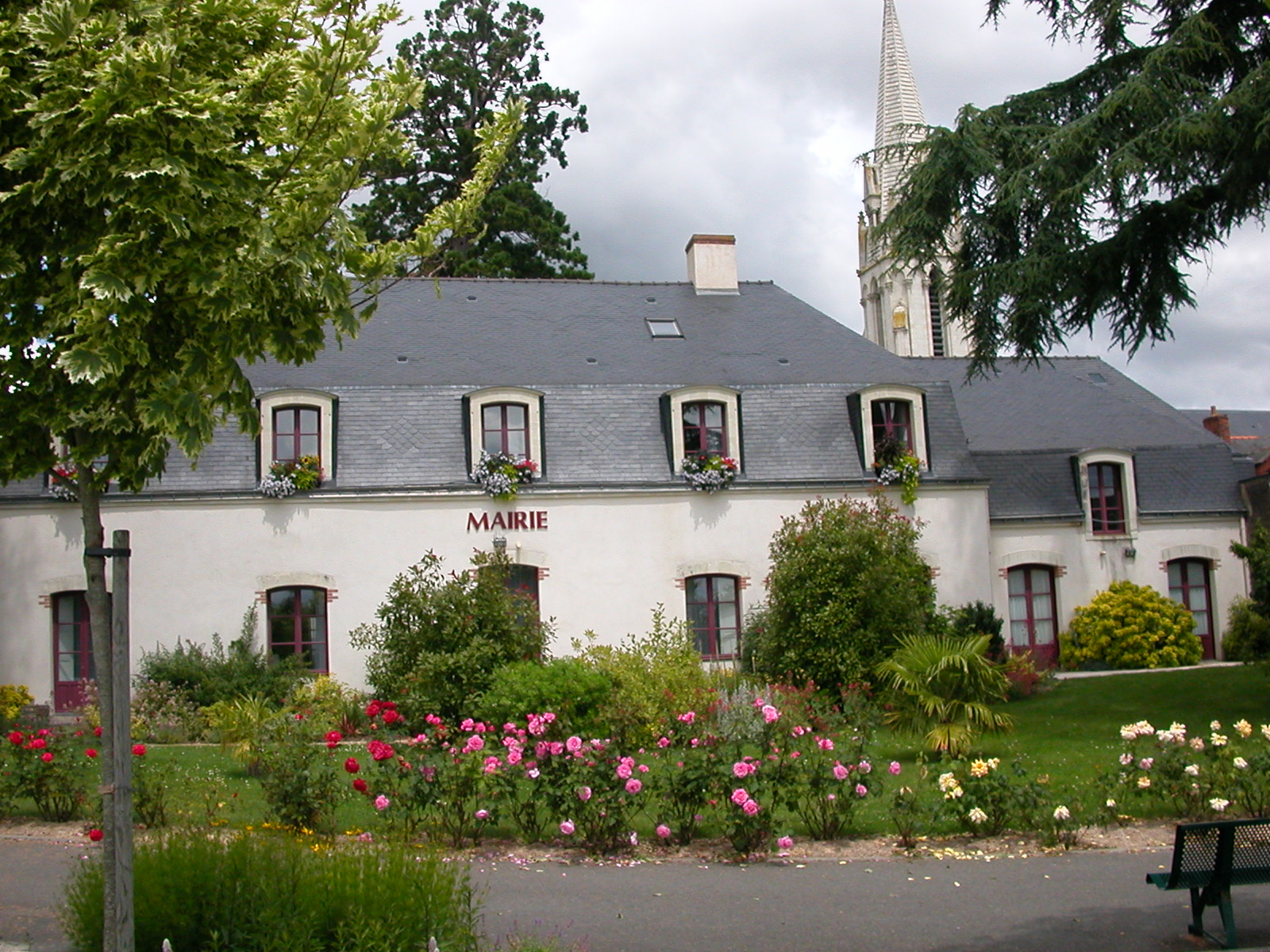
Alcaldia